# دايفيد أ. ستيوارت
دايفيد أ. ستيوارت (بالإنجليزية: David A. Stewart) (و. 1952  م) هو ملحن، وموسيقي، ومدير تنفيذي موسيقي ‏، ومغني، وعازف قيثارة، وكاتب أغاني، ومنتج أسطوانات بريطاني، ولد في سندرلاند، يستخدم آلات قيثارة، وبيانو، وأورغن، وسيتار، وغيتار البيس، وسنثسيزر.

## وصلات خارجية
- دايفيد أ. ستيوارت على موقع IMDb (الإنجليزية)
- دايفيد أ. ستيوارت على موقع ميوزك برينز (الإنجليزية)
- دايفيد أ. ستيوارت على موقع ميوزك برينز (الإنجليزية)
- دايفيد أ. ستيوارت على موقع ميوزك برينز (الإنجليزية)
- دايفيد أ. ستيوارت على موقع قاعدة بيانات برودواي على الإنترنت (الإنجليزية)
- دايفيد أ. ستيوارت على موقع إن إن دي بي (الإنجليزية)
- دايفيد أ. ستيوارت على موقع أول ميوزيك (الإنجليزية)
- دايفيد أ. ستيوارت على موقع ديسكوغز (الإنجليزية)
- دايفيد أ. ستيوارت على موقع ديسكوغز (الإنجليزية)
- دايفيد أ. ستيوارت على موقع ديسكوغز (الإنجليزية)

- دايفيد أ. ستيوارت في قاعدة بيانات الأفلام على الإنترنت